# Роббі
«Ро́ббі» — перше науково-фантастичне оповідання американського письменника Айзека Азімова із серії про роботів.
Азімов почав писати його у червні 1939 року. У вересні 1940 року опубліковано в журналі Super Science Stories під назвою «Дивна нянька» (Strange Playfellow). Таку назву вибрав Фредерик Пол, редактор журналу, сам же Азімов оцінив це як несмак. Відредагована версія оповідання була видана під оригінальною назвою Азімова у збірках «Я, робот» (I, Robot) 1950, «Все про роботів» (The Complete Robot) 1982, та «Мрії робота» (Robot Visions) 1990. Також першим серед опублікованих оповідань Азімова про роботів увійшов в цикл «Детектив Бейлі та робот Деніел Оліво». В 2016 році нагороджене премією «Ретро-Г'юго».

## Сюжет
Дія оповідання відбувається в 1998 році, Роббі — німий робот-нянька, один з перших поколінь позитронних роботів, доглядає за маленькою дівчинкою Глорією Вестон. Глорія дуже любить свою няньку та відносится до робота як до одухотвореної істоти, розказує йому казки, грається в піжмурки. Проте в суспільстві набирають сили настрої щодо заборони тримати роботів у сім'ях. Батьки Глорії, не дивлячись на її протести, позбавляються Роббі, який пробув в родині два роки та придбають доньці цуценя, яке вона в першу чергу понесла показати саме Роббі. Глорія не може забути про Роббі та вельми за нього переживає, не хоче розважатися з іншими дітьми.
Батьки перевозять дівчинку в Нью-Йорк, щоб розважити. Під час відвідин музею, вона задає питання дослідному зразку робота, що вміє говорити — про Роббі, «робота такого як ти». Робот не може осягнути, що існують інші роботи подібні на нього і ламається. Все це бачить студентка, майбутня робопсихолог Сьюзен Келвін.
Батько вирішує взяти доньку у цех збірки роботів корпорації U.S. Robots and Mechanical Men, Inc. в надії, що дівчинка побачить процес і зрозуміє — Роббі лише шмат заліза. Під час екскурсії Глорія стрічає Роббі та кидається до нього безоглядно, не помітивши, що на неї рухається автоматичний трактор. Роббі рятує життя дівчинки завдяки швидкості реакції, яка може бути тільки у роботів. Мати погоджується тримати Роббі у них, доки його не з'їсть іржа.